# Alfonso de Aragón y Portugal
Alfonso de Aragón y Portugal, conocido en ocasiones como Alfonso I de Ampurias (Segorbe, 1489 - 1563), fue conde de Ampurias (1522-1562) y segundo  duque de Segorbe (1489-1562). Hijo de Enrique de Aragón y Pimentel, sucedió a su padre al frente del condado de Ampurias y del ducado de Segorbe tras la muerte de este en 1522.
Durante la revuelta de las Germanías el segundo duque de Segorbe se enfrentó a los agermanados. El 3 de julio de 1521 combatió en la batalla de Castellón y días después, el 18 de julio de 1521 en la batalla de Almenara, donde combatió a los agermanados liderados por Jaume Ros. Además recibió, en julio de 1521, la ayuda militar de Bernat Despuig, el Maestre de la Orden de Montesa, que combatía también contra los agermanados.

## Nupcias y descendencia
En 1516 contrajo matrimonio con la condesa Juana III de Cardona. De este matrimonio nacieron:
- Fernando de Aragón (1533), muerto joven.
- Alfonso de Aragón (1536-1550).
- Juan de Aragón (1537), muerto joven.
- Francisco de Aragón (1539-1572), conde de Ampurias y de Cardona y duque de Segorbe.
- Guiomar de Aragón (1540-1557), casada con Fadrique Álvarez de Toledo y Enríquez de Guzmán, duque de Alba.
- Juana de Cardona (1542-1608), condesa de Cardona y duquesa de Segorbe.
- Ana de Aragón (?-1567), casada con Vespasiano I Gonzaga.
- Francisca de Aragón, muerta joven.
- Beatriz de Aragón, muerta joven.
- Isabel de Aragón, casada con Juan Ximénez de Urrea, conde de Aranda.
- Magdalena de Aragón (?-1623).
- María de Aragón, muerta joven.
- Jerónima de Aragón, muerta joven.

También tuvo dos hijos ilegítimos:
- Pedro de Aragón (?-1597), obispo de Lérida, Vich y Jaca.
- Dídac de Aragón (?-1554).